# Liste der denkmalgeschützten Objekte in Hochwolkersdorf
Die Liste der denkmalgeschützten Objekte in Hochwolkersdorf enthält die 5 denkmalgeschützten unbeweglichen Objekte der Gemeinde Hochwolkersdorf im niederösterreichischen Bezirk Wiener Neustadt-Land.

## Denkmäler
| Foto |                 | Denkmal                                                                               | Standort                                                     | Beschreibung | Metadaten |
| ---- | --------------- | ------------------------------------------------------------------------------------- | ------------------------------------------------------------ | --- | --- |
| ja   | Datei hochladen | Ehem. Schloss, heute Landesjugendheim HERIS-ID: 30145 Objekt-ID: 26876                | Dorfstraße 8 Standort KG: Hochwolkersdorf                    | Ein zweigeschoßiger u-förmiger Bau mit mächtigen Walmdächern und seichten Flankenteilen. 1543 durch Hans Freiherr von Weispriach erbaut, 1805 erfolgte ein Umbau unter der Herrschaft Guldenstein und wird seit 1904 als Landesjugendheim genutzt.                                                                                             | BDA-Hist.: Q37930983 Status: § 2a Stand der BDA-Liste: 2025-06-30 Name: Ehem. Schloss, heute Landesjugendheim GstNr.: .30 Schloss Hochwolkersdorf |
| ja   | Datei hochladen | Kaiser-Franz-Joseph-Jubiläumshaus, ehem. Amtsgebäude HERIS-ID: 30146 Objekt-ID: 26877 | Hofgasse 1 Standort KG: Hochwolkersdorf                      | Ein zweigeschoßiger Bau mit Walmdach und repräsentativer Fassade, der 1908 anlässlich des 60-jährigen Regierungsjubiläums von Kaiser Franz Josef I errichtet wurde. | BDA-Hist.: Q37930998 Status: § 2a Stand der BDA-Liste: 2025-06-30 Name: Kaiser-Franz-Joseph-Jubiläumshaus, ehem. Amtsgebäude GstNr.: .6           |
| ja   | Datei hochladen | Anna-Selbdritt-Säule HERIS-ID: 30147 Objekt-ID: 26878                                 | vor Kirchenplatz 2 Standort KG: Hochwolkersdorf              | Eine Weinrankensäule mit einer Anna-selbdritt-Skulptur; datiert mit 1687. | BDA-Hist.: Q37931009 Status: § 2a Stand der BDA-Liste: 2025-06-30 Name: Anna-Selbdritt-Säule GstNr.: 1789/1 Anna-Selbdritt-Säule, Hochwolkersdorf |
| ja   | Datei hochladen | Kath. Pfarrkirche hl. Laurentius HERIS-ID: 30143 Objekt-ID: 26874                     | neben Kirchenplatz 1 (Pfarrhof) Standort KG: Hochwolkersdorf | Ursprünglich ein gut erhaltener romanischer Bau aus dem Anfang des 13. Jahrhunderts. 1933 wurden Anbauten im Süden und Norden errichtet. 1961–63 erfolgte ein Abriss des gesamten romanischen Langhauses und ein nord-südorientierter Neubau nach Plänen von Otto Ernst Hoffmann errichtet. Der ehemalige Chor ist als Seitenkapelle erhalten. | BDA-Hist.: Q37930950 Status: § 2a Stand der BDA-Liste: 2025-06-30 Name: Kath. Pfarrkirche hl. Laurentius GstNr.: .50 Pfarrkirche Hochwolkersdorf  |
| ja   | Datei hochladen | Türkenkapelle HERIS-ID: 30148 Objekt-ID: 26879                                        | Villaweg 5, bei Standort KG: Hochwolkersdorf                 | Ein Rechteckbau aus der Barockzeit und der 1. Hälfte des 19. Jahrhunderts. Der vorgebaute Andachtsraum stammt aus der 1. Hälfte des 20. Jahrhunderts. | BDA-Hist.: Q37931023 Status: Bescheid Stand der BDA-Liste: 2025-06-30 Name: Türkenkapelle GstNr.: .180                                            |

## Ehemalige Denkmäler
| Foto |                 | Denkmal                           | Standort                                    | Beschreibung                                                 | Metadaten                                                                                      |
| ---- | --------------- | --------------------------------- | ------------------------------------------- | ------------------------------------------------------------ | ---------------------------------------------------------------------------------------------- |
| ja   | Datei hochladen | Pfarrhof Objekt-ID: 26875bis 2018 | Kirchenplatz 1 Standort KG: Hochwolkersdorf | Ein spätbarocker kubischer zweigeschoßiger Bau mit Walmdach. | BDA-Hist.: Q37930966 Status: § 2a Stand der BDA-Liste: 2018-01-22 Name: Pfarrhof GstNr.: 811/5 |